# كنافة نابلسية

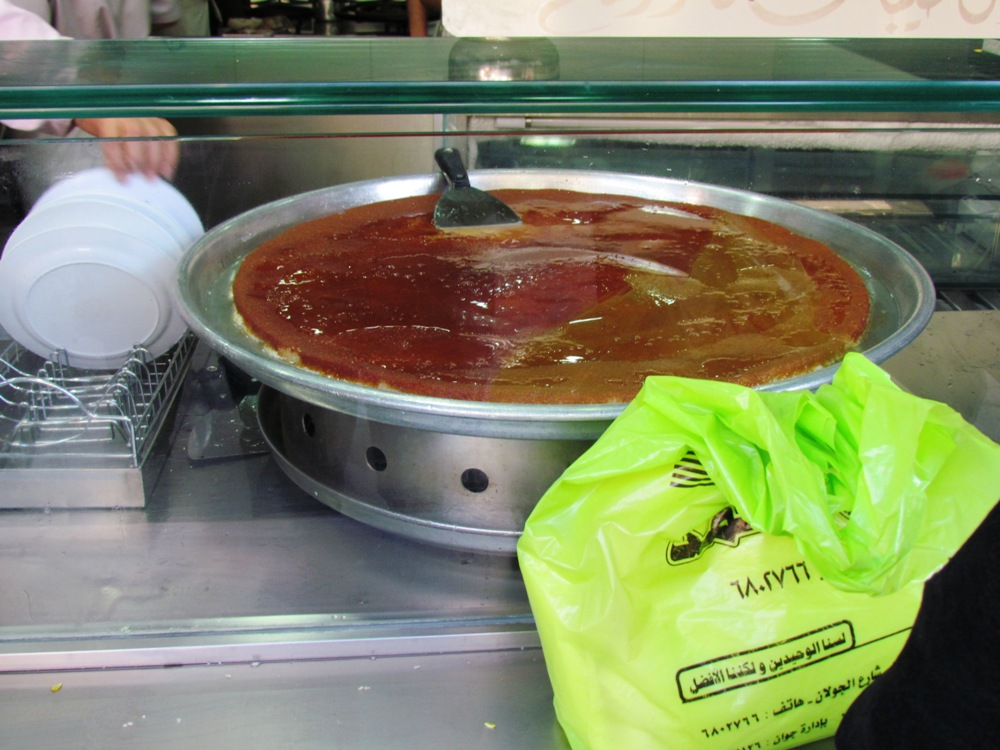
سوق باب سريجة دمشق

الكنافة النابلسية نوع من الحلويات التي تشتهر بصناعتها مدينة نابلس الفلسطينية وهي من الحلويات التي تؤكل في بلاد الشام وهذه الحلوى لها رواج كبير بين العرب كما أن كثيراً من النابلسية الأغنياء يقومون بافتتاح سلسلة محلات حول العالم للكنافة النابلسية والحلويات الشرقية وخاصة في الدول العربية، وهي مشهورة جداً في فلسطين وسوريا والأردن ولبنان والعراق.

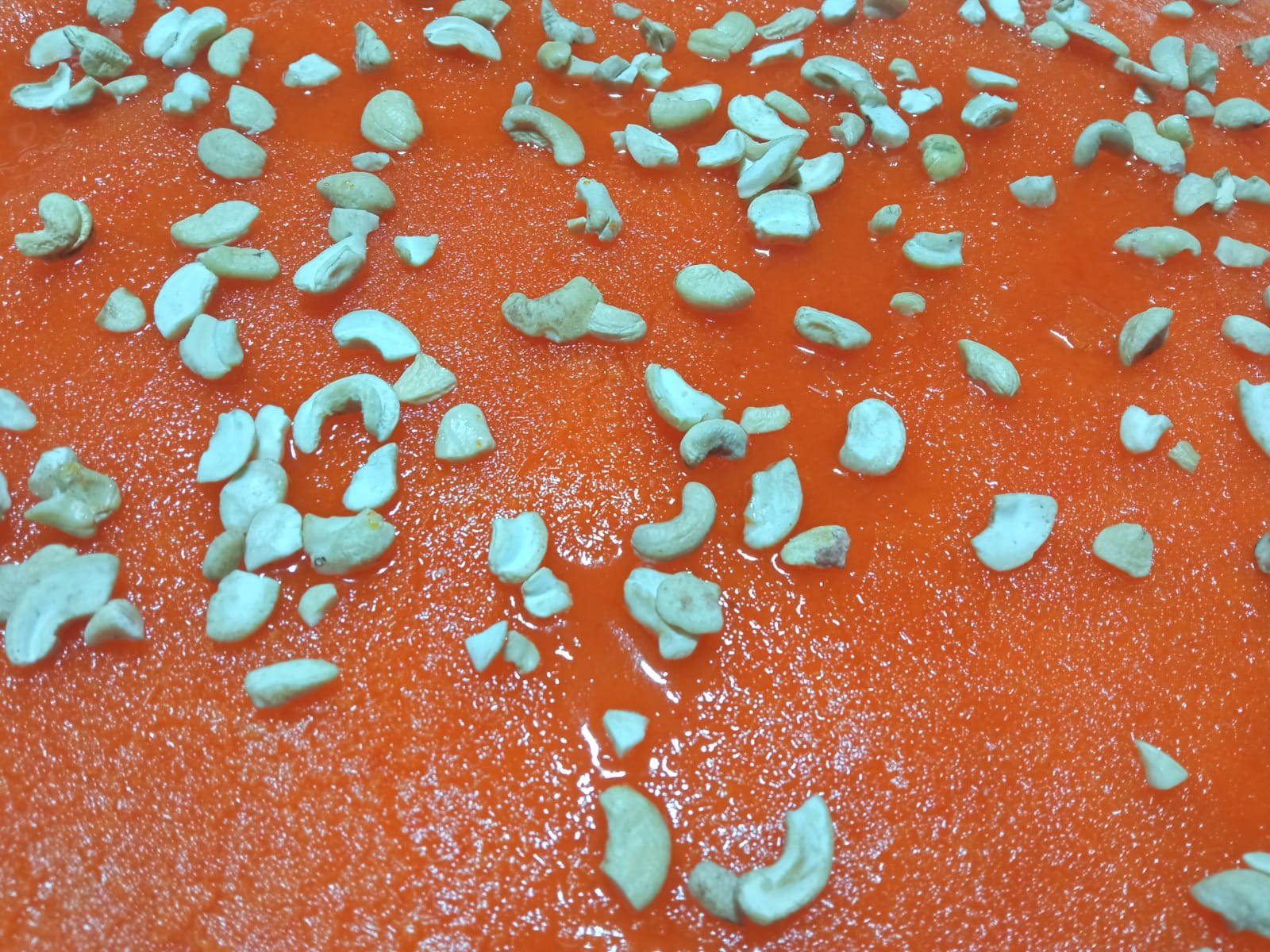
كنافة نابلسية مع الكاجو

وهي تتكون من عجينة الكنافة المشهورة وهي شعيرية على شكل خيوط طويلة، مضاف إليها السمن والقطر (أي السكر والماء وبعض الإضافات)
وصبغة حمراء وجبن نابلسي لأنها تذوب وطعمها حلو ولكن يجب نقعها بالماء ليلة قبل الاستخدام لاستخلاص الملوحة من الجبنة
وعادة تزين بالفستق الحلبي والقطر.
وقد دخلت مدينة نابلس في تاريخ 18\7\2009 موسوعة غينيس للأرقام القياسية بأكبر صينية كنافة نابلسية. وتزن هذه الكنافة 1765 كغم من الكنافة النابلسية بطول 74 مترا وبعرض 105 سم.
وتطلب عمل أكبر صدر كنافة 700 كغم من العجينة و600 كيلو جبنة و6 أكياس من السكر بوزن 50 كغم و6 تنكات سمن بلدي و40 كغم من الفستق و22 جرة من الغاز، وتكلفة قدرها 30000 دولار.

## وصلات خارجية
وصفة الكنافة النابلسية مع معلوماتها الغذائية